# Julia Maidhof
Julia Maidhof (n. 13 martie 1998, în Aschaffenburg) este o handbalistă din Germania care evoluează pe postul de intermediar dreapta pentru clubul românesc SCM Râmnicu Vâlcea și echipa națională a Germaniei.
Maidhof a debutat, pe 2 iunie 2019, pentru naționala de senioare a Germaniei, într-un meci împotriva naționalei Croației, turul barajului de calificare pentru Campionatul Mondial din 2019. Alături de SG BBM Bietigheim, ea a câștigat ediția 2021-2022 a Ligii Europene, competiția care a înlocuit Cupa EHF.

## Palmares
- Liga Campionilor:
  - Optimi de finală: 2021
  - Grupe: 2023

- Liga Europeană:
  -  Câștigătoare: 2022

- Campionatul Germaniei:
  -  Câștigătoare: 2022, 2023
  -  Medalie de argint: 2021

- Cupa Germaniei:
  -  Câștigătoare: 2021, 2022, 2023

- Supercupa Germaniei:
  -  Câștigătoare: 2021, 2022

## Galerie de imagini

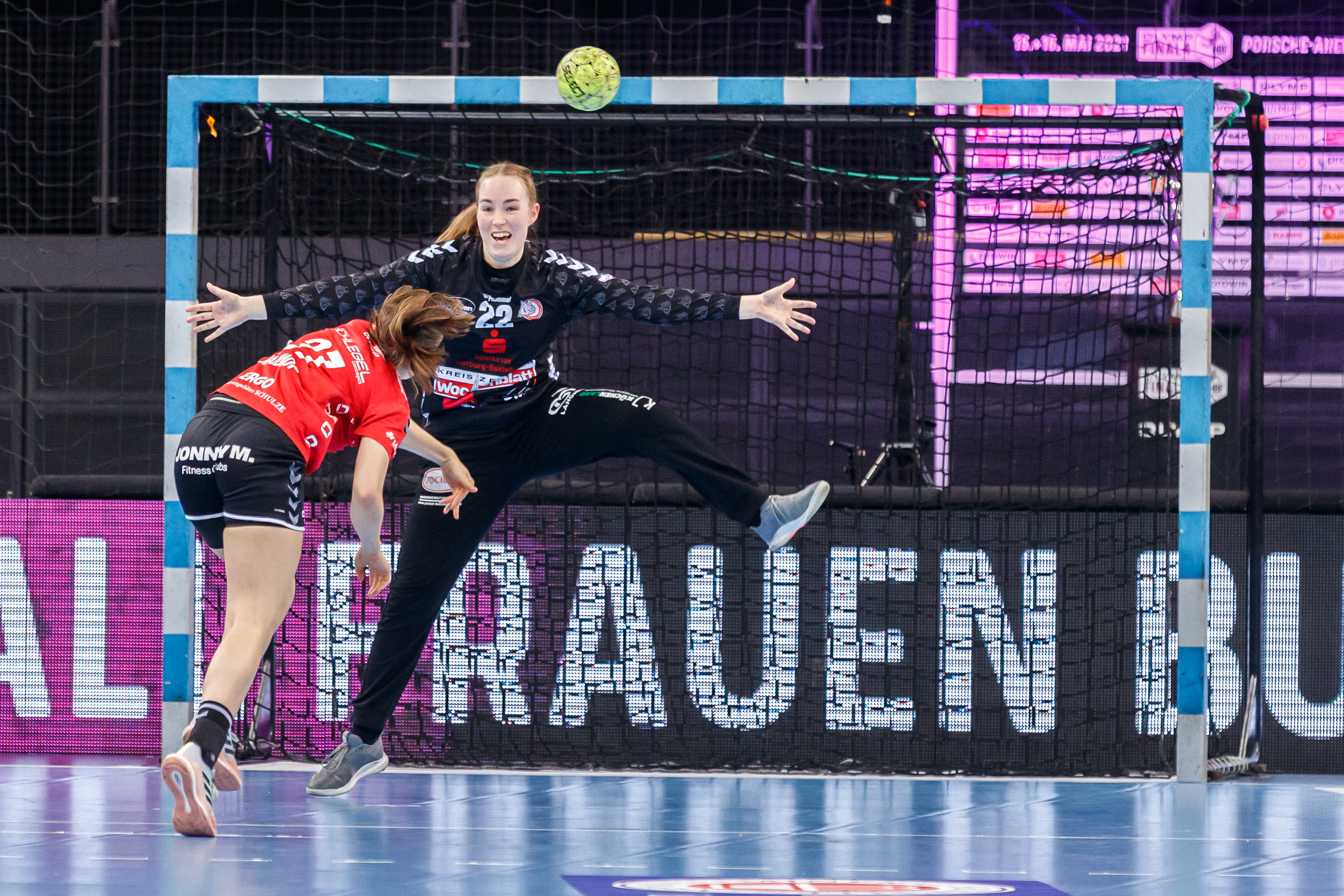
Julia Maidhof, 16 mai 2021. Maidhof (nr. 27, în roșu și negru) în timpul partidei dintre HL Buchholz 08-Rosengarten și SG BBM Bietigheim, din cadrul turneului OLYMP Final4 a Cupei Germaniei ediția 2020-2021, desfășurat în Porsche-Arena din Stuttgart.
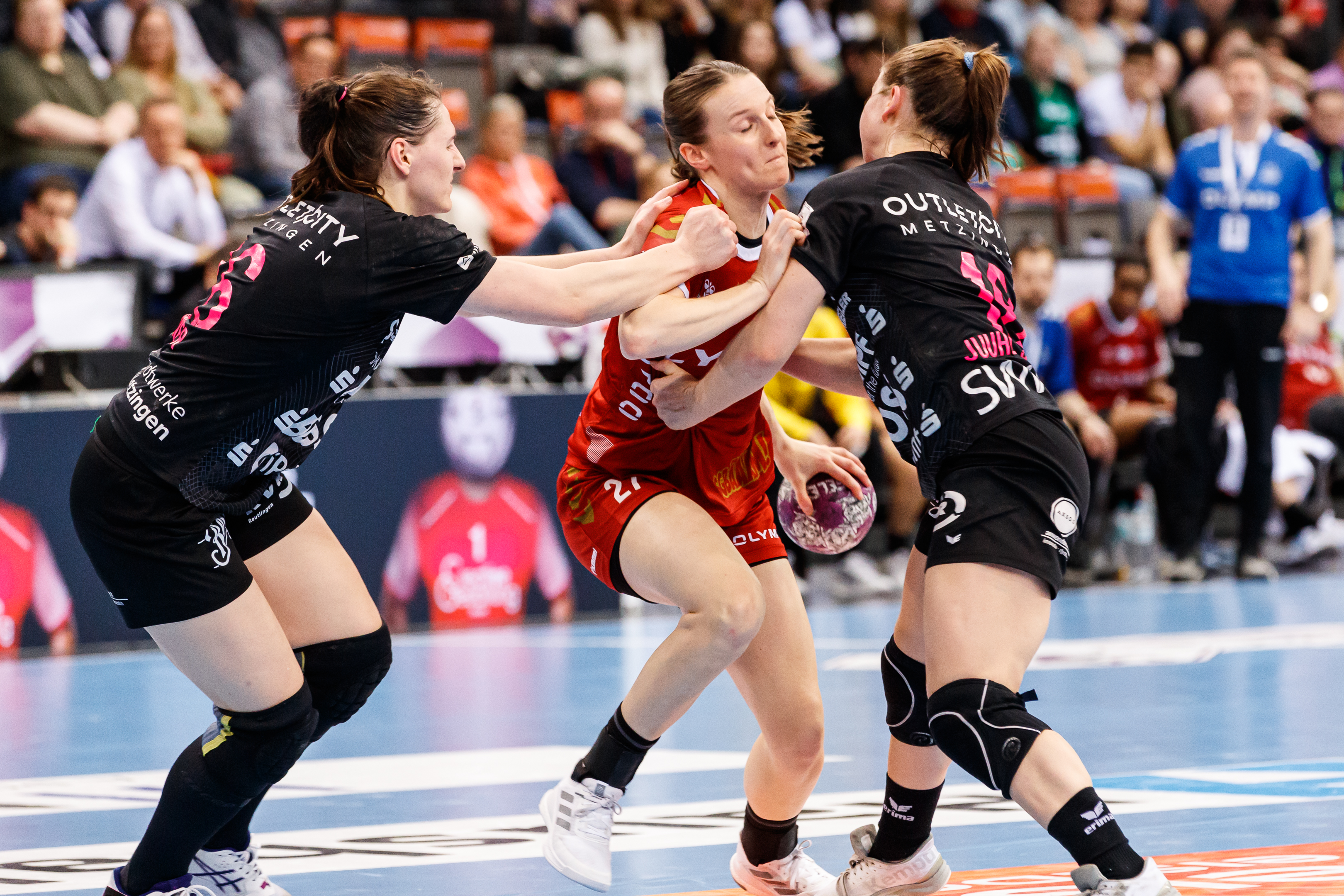
Julia Maidhof, 1 aprilie 2023. Maidhof (nr. 27, în roșu) în timpul partidei dintre TuS Metzingen și SG BBM Bietigheim, prima semifinală din cadrul turneului OLYMP Final4 a Cupei Germaniei ediția 2022-2023, desfășurat în Porsche-Arena din Stuttgart.
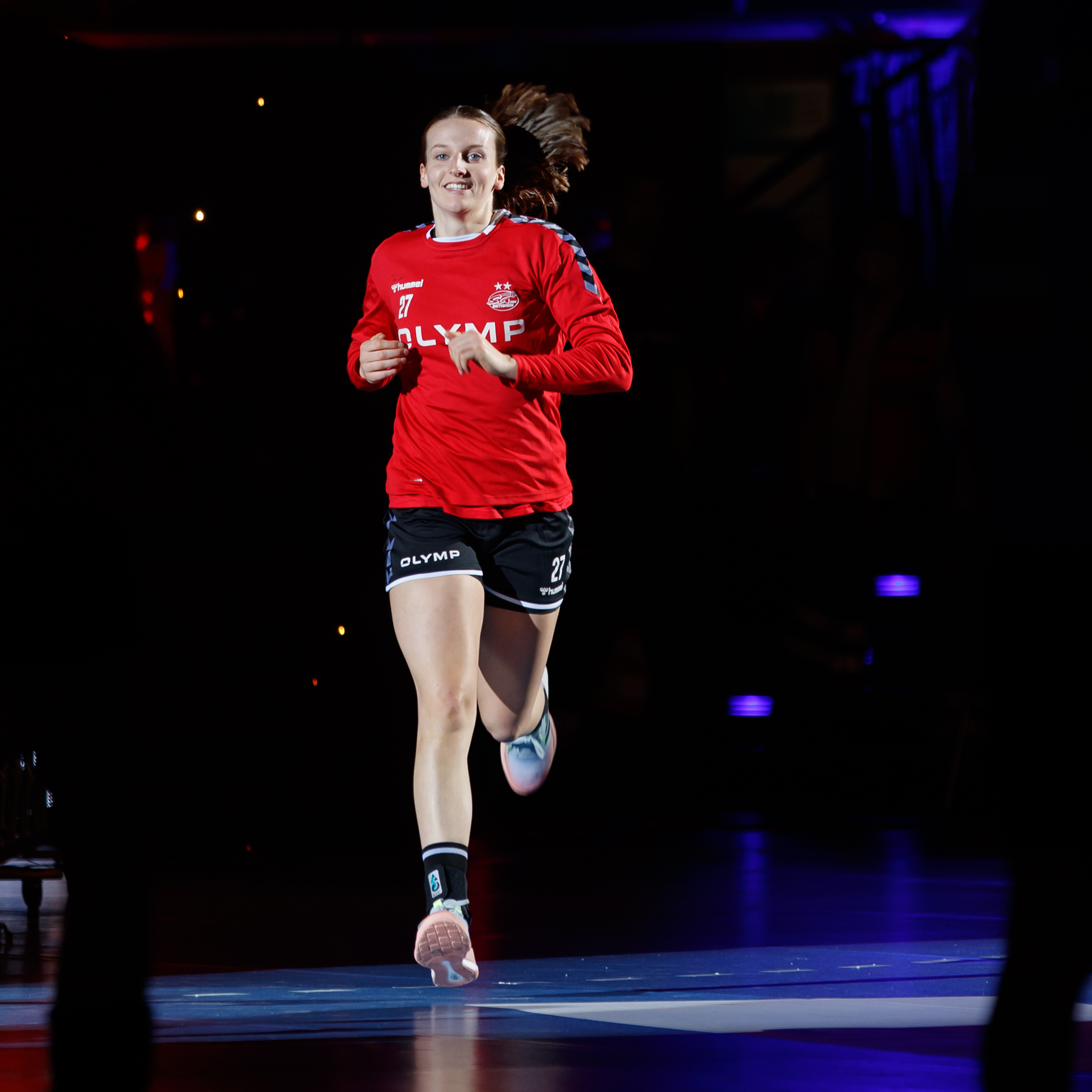
Julia Maidhof, 16 mai 2021. Maidhof (nr. 27, în roșu și negru) înaintea partidei dintre HL Buchholz 08-Rosengarten și SG BBM Bietigheim, finala din cadrul turneului OLYMP Final4 a Cupei Germaniei ediția 2020-2021, desfășurat în Porsche-Arena din Stuttgart.
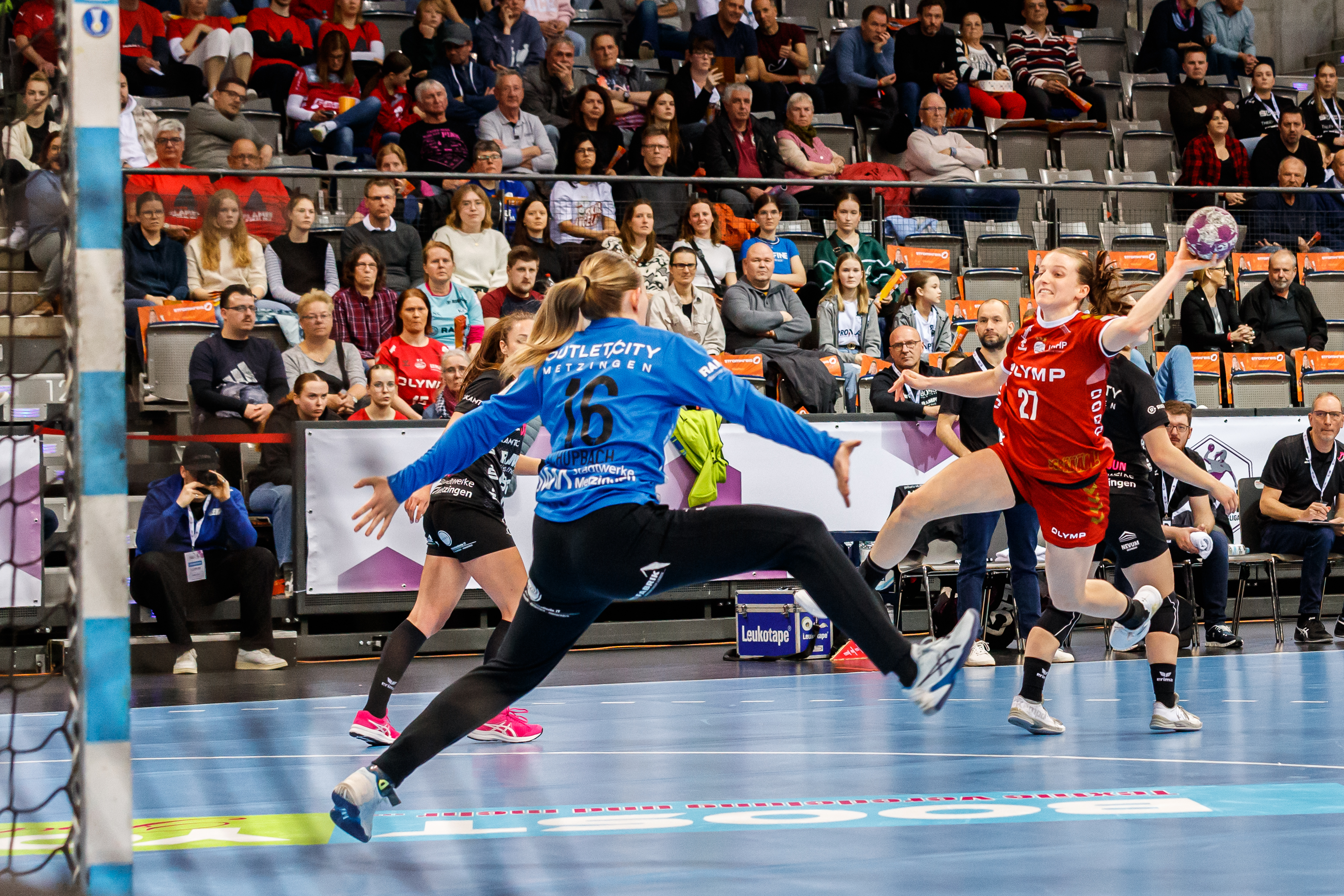
Julia Maidhof, 1 aprilie 2023. Maidhof (nr. 27, în roșu) în timpul partidei dintre TuS Metzingen și SG BBM Bietigheim, prima semifinală din cadrul turneului OLYMP Final4 a Cupei Germaniei ediția 2022-2023, desfășurat în Porsche-Arena din Stuttgart.
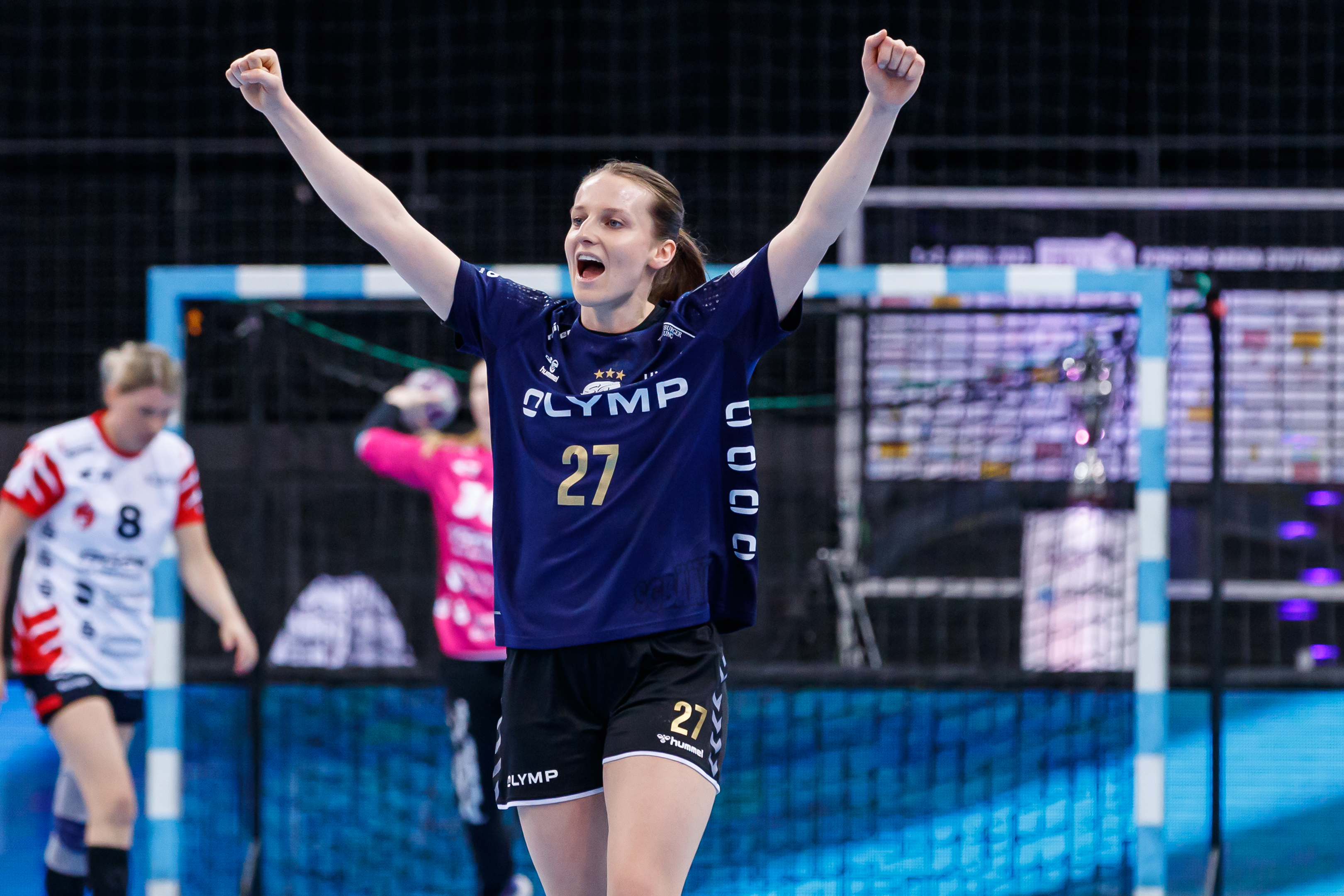
Julia Maidhof, 2 aprilie 2023. Maidhof (nr. 27, în albastru și negru) în timpul partidei dintre SG BBM Bietigheim și HSG Bensheim/Auerbach, finala din cadrul turneului OLYMP Final4 a Cupei Germaniei ediția 2022-2023, desfășurat în Porsche-Arena din Stuttgart.